# Amerykański przyjaciel
Amerykański przyjaciel (niem. Der amerikanische Freund) – niemiecko-francuski dramat kryminalny z 1977 roku w reżyserii Wima Wendersa, zrealizowany na podstawie powieści Patricii Highsmith Gra Ripleya. Zdjęcia kręcono w Hamburgu, Nowym Jorku, Paryżu i Neuilly-sur-Seine.

## Fabuła
Jonathan Zimmerman jest niemieckim ramiarzem. Mieszka z żoną i dzieckiem w Hamburgu. Dowiaduje się, że ma białaczkę. Przekonany, że wkrótce umrze, postanawia zabezpieczyć swoją rodzinę. Wtedy poznaje Toma Ripleya – fałszerza dzieł sztuki, który składa mu ofertę. Jonathan ma zabić na zlecenie francuskiego gangstera.

## Obsada
- Dennis Hopper – Tom Ripley
- Bruno Ganz – Jonathan Zimmermann
- Lisa Kreuzer – Marianne Zimmermann
- Gérard Blain – Raoul Minot
- Nicholas Ray – Derwatt
- Samuel Fuller – amerykański gangster
- Peter Lilienthal – Marcangelo
- Daniel Schmid – Ingraham
- Jean Eustache – przyjaciel
- Rudolf Schündler – Gantner
- Lou Castel – Rodolphe